# Generazione (fisica)
In fisica delle particelle, una generazione (o famiglia) è una divisione di una classe o di una tipologia di fermione elementare basata sulla vita media delle particelle. Tra le generazioni di una classe o di una particella l'unica differenza è la massa, mentre i numeri quantici sono gli stessi.
I leptoni, i neutrini e i quark di tipo up e down sono divisi in tre generazioni con vita media decrescente e massa crescente dalla prima alla terza. Le particelle di seconda e terza generazione sono instabili e decadono rapidamente in particelle di generazione inferiore.
|                 | Prima generazione    | Seconda generazione | Terza generazione |
| Leptone         | Elettrone            | Muone               | Tauone            |
| Neutrino        | Neutrino elettronico | Neutrino muonico    | Neutrino tauonico |
| Down-type quark | Quark down           | Quark strange       | Quark bottom      |
| Up-type quark   | Quark up             | Quark charm         | Quark top         |

Secondo i risultati di analisi statistica operata dai ricercatori del CERN e dell'Università Humboldt di Berlino, l'esistenza di un'ulteriore generazione può essere esclusa con una probabilità di 99.99999% (5.3 sigma). I ricercatori hanno combinato gli ultimi dati ottenuti dagli acceleratori di particelle LHC e Tevatron con altri risultati di misure note inerenti alle particelle, come il  bosone Z o il quark top; i dati più importanti usati per l'analisi sono quelli della scoperta del Bosone di Higgs. Dal momento che fermioni addizionali non sono stati rivelati negli esperimenti negli acceleratori, se esistessero dovrebbero avere masse maggiori di quelli ad oggi noti. Poiché la probabilità che il Bosone di Higgs decada in un fermione è proporzionale alla sua massa, la mancata osservazione di nuovi fermioni pesanti riduce la probabilità della loro esistenza.